# Mathias Otounga Ossibadjouo
Mathias Otounga Ossibadjouo est un homme politique gabonais né le 22 février 1960 à Okondja. Il est ministre de la Décentralisation, de la Cohésion et du Développement des territoires depuis octobre 2019.
Membre du bureau politique du Parti démocratique gabonais (PDG), il fut également ministre de la Défense nationale (2015-2016), ministre du Budget et des Comptes publics (2016-2017), ainsi que ministre des Sports, du Tourisme et des Loisirs (2017-2018).

## Biographie
Né le 22 février 1960 à Okondja (province du Haut-Ogooué), Mathias Otounga Ossibadjouo fait ses études supérieures à l'Université Omar-Bongo ainsi qu'à l'Université Mohammed-V de Rabat (Maroc). Il étudie également à l'École nationale des douanes de Neuilly-sur-Seine (France). Il travaille par la suite dans l'administration civile, où il exerce la fonction d'inspecteur principal des douanes.
En 1975, il adhère à l'union des jeunes du Parti démocratique gabonais (PDG). 
En 2006, il est nommé directeur général de la Caisse de stabilisation et de péréquation (Caistab), où il amorce une politique de soutien à l'économie du cacao et du café,. Par la suite, dans le cadre des élections présidentielles de 2009, il soutient Ali Bongo en créant l'association « Génération Ali Bongo Ondimba », regroupant les jeunes membres du PDG,. Cette organisation, qu'il préside, continuera son action auprès des jeunes les années suivantes, aidant par exemple en 2012 des lycéens en dispensant des cours gratuits pour les préparer au baccalauréat.
Le 21 février 2013, il est nommé directeur adjoint du cabinet du chef de l'État,. La même année, il entre au bureau politique du PDG, devenant chef du parti dans son département natal, le Sébé-Brikolo. Enfin, le 11 septembre 2015, à la faveur d'un remaniement, il est nommé ministre de la Défense nationale dans le gouvernement de Daniel Ona Ondo, succédant ainsi à Ernest Mpouho. La passation de pouvoir a lieu le 15 septembre. Le 25 avril 2016, à la suite de critiques envers l'armée l'accusant, dans un contexte d'élection présidentielle proche, de n'agir que pour défendre le pouvoir en place et non les intérêts de la population, il réaffirme la neutralité de l'armée, et appelle les responsables politiques à respecter cette neutralité.
Après la réélection contestée d'Ali Bongo à la tête du pays, Mathias Otounga Ossibadjouo change de portefeuille le 2 octobre 2016 et est nommé ministre du Budget et des Comptes publics dans le nouveau gouvernement d'Emmanuel Issoze Ngondet, succédant ainsi à Christian Magnagna.
Le 21 août 2017, il est nommé ministre des Sports, du Tourisme et des Loisirs. Lors du remaniement ministériel du 4 avril 2018, il ne conserve pas ce poste et doit quitter le gouvernement, laissant sa place à Alain Claude Bilie-Bi-Nze le 4 mai. Cependant, à la suite du limogeage d'Arnaud Calixte Engandji Alandji, il fait son retour au sein du gouvernement le 6 octobre 2019 en étant nommé ministre de la Décentralisation, de la Cohésion et du Développement des territoires, poste qu'il conserve lors du remaniement du 2 décembre et lors de celui du 17 juillet 2020. 